# Schwedter Initiative
Die Schwedter Initiative war eine Rationalisierungsbewegung in der Deutschen Demokratischen Republik. Unter dem Motto „Weniger produzieren mehr“ wurde im damaligen Petrolchemischen Kombinat in Schwedt/Oder Ende der 1970er Jahre versucht, 2400 Arbeitskräfte für neue Betriebsteile aus dem Bestand des Werkes freizusetzen. Diese Initiative wurde in den 1980er Jahren DDR-weit propagiert und ab 1981 republikweit eine jährliche Freisetzung von 3 % der Arbeitskräfte für andere Aufgaben angestrebt. Obwohl die Zielvorgabe im Vergleich zu westlichen Unternehmen eher gering war, scheiterte diese Bestrebung sowohl qualitativ als auch quantitativ: Es wurden nur weniger als 2 % erreicht, und die Frei- und Umsetzung erfolgte meist nur betriebsintern, da die Kombinate mit ständig neuen Aufgaben beladen wurden.